# Vjetrenica
Vjetrenica je kraška jama na robu Popovega polja v Hercegovini. S 7014 metri dolžine je največja jama Bosne in Hercegovine. Znana je kot turistična točka in po pestrosti jamskega živalstva, ki je med največjimi na svetu.

## Zemljepis in speleomorfologija
Jama Vjetrenica leži na skrajnem jugu Bosne in Hercegovine, v Hercegovini na jugozahodnem robu Popovega polja. Spada v biogeografsko regijo južnih Dinaridov. Okoli 12 kilometrov je oddaljena od Jadranskega morja, kamor odteka del njenih podzemnih vod; povezana je tudi z manjšo jamo Bjelušica in z izvirom Lukavac v bližini. Najbližje naselje je vas Zavala, ki pripada občini Ravno. Ime je Vjetrenica dobila po mrzlem vetru, ki poleti piha skozi jamo in iz nje.
Jama je raziskana do dolžine 7014 metrov, od tega je »Glavni kanal« dolg 2,47 kilometra. Od vhoda poteka proti jugu in je predeljen v več dvoran širine do 25 metrov, med njimi so »Rogljasta dvorana«, »Zlatna dvorana«, »Duboka dvorana«, »Rogljasta dvorana«, »Cvijićeva dvorana« in druge. Iz Glavnega kanala se odcepljajo številni stranski rovi, kot so »Velški kanal«, »Leopardov kanal« ter prepleti okoli »Absolonovega kanala« in »Donje Vjetrenice«.
Številne so kraške tvorbe, kot so kapniki in ponvice (»pjati«). V jami v različnih smereh teče več stalnih in občasnih potokov, skupaj z jezeri, med katerimi je največje 180-metrsko Veliko jezero.

## Jamsko živalstvo
Jamski sistem Vjetrenice je, kot dinarski kras sploh, eno od območij z najvišjo znano vrstno pestrostjo jamske favne na svetu. Od konca 19. stoletja do danes so jo raziskovali številni evropski speleobiologi, med njimi Karel Absolon, Ljudevit Kuščer, Janez Matjašič, Jože Bole, Egon Pretner, Boris Sket in številni drugi. Podatki iz leta 2009 za jamo navajajo 219 taksonov protistov in živali, od tega 101 takson, popolnoma prilagojen na podzemne habitate (troglobionti oziroma stigobionti). Tipsko nahajališče ima v sistemu Vjetrenice 38 taksonov, od tega jih je 14 endemičnih za to jamo.
Vjetrenica je tudi pomembno paleontološko najdišče, kjer so odkrili več živalskih ostankov, med drugim celotno okostje leoparda iz obdobja pleistocena.

## Upravljanje in varovanje
Vhod v jamo so razširili konec 19. stoletja. Med svetovnima vojnama je bila zgrajena prva steza za obiskovalce, leta 1964 pa so jo opremili z električno razsvetljavo in začeli z rednimi vodenimi ogledi. Večina opreme je bila uničena med vojno v 90. letih in pozneje obnovljena.
Od leta 1950 je Vjetrenica zaščitena kot naravni spomenik, od 1965 pa kot posebni geološki rezervat. Leta 2024 je bila vpisana na seznam Unescove svetovne dediščine.